# Camptosema
Genre
Camptosema est un genre de plantes à fleurs dicotylédones de la famille des Fabaceae, sous-famille des Faboideae, originaire d'Amérique du Sud, qui comprend 18 espèces acceptées.

## Liste d'espèces
Selon The Plant List (11 novembre 2018) :
- Camptosema acuminatum (Benth.) Benth.
- Camptosema bellum (Mart. ex Benth.) Benth.
- Camptosema coccineum (Mart. ex Benth.) Benth.
- Camptosema coriaceum Benth.
- Camptosema douradense H.S.Irwin & Arroyo
- Camptosema ellipticum (Desv.) Burkart
- Camptosema goiasana Cowan
- Camptosema goiasanum R.S. Cowan
- Camptosema isopetalum (Lam.) Taub.
- Camptosema nobile Lindm.
- Camptosema paraguariense (Chodat & Hassl.) Hassl.
- Camptosema pedicellatum Benth.
- Camptosema praeandinum Burkart
- Camptosema rubicundum Hook. & Arn.
- Camptosema sanctae-barbarae Taub.
- Camptosema scarlatinum (Benth.) Burkart
- Camptosema spectabile (Tul.) Burkart
- Camptosema tomentosum Benth.